# 1992年大韓民国大統領選挙
1992年大韓民国大統領選挙（1992ねんだいかんみんこくだいとうりょうせんきょ、韓国語: 1992년 대한민국 대통령 선거）は、大韓民国の第14代大統領を選出するために1992年12月18日に行なわれた選挙である。なお、韓国では選挙回数を「第○回」ではなく「第○代」と数えるのが一般的である。

## 概要
この大統領選挙は、政治体制の民主化が争点となった前回とは違い、沈滞する韓国経済をどう立て直すのかが問われる選挙となった。事実上、金泳三（民主自由党、以下：民自党）と金大中（民主党）・鄭周永（統一国民党、以下：国民党）の3人による争いとなった選挙は、金泳三が金大中を大差で制して当選し、朴正煕・全斗煥・盧泰愚と3代にわたって続いてきた軍人政権に終止符を打ち、文民政権が発足した。

## 候補者
11月25日に立候補登録が締め切られた時点で以下の8人が立候補登録をした。
| 番号 | 候補者            | 党派                      | 備考                                     |
| ---- | ----------------- | ------------------------- | ---------------------------------------- |
| 1    | 金泳三 （김영삼） | 民主自由党 （민주자유당） |                                          |
| 2    | 金大中 （김대중） | 民主党 （민주당 ）        |                                          |
| 3    | 鄭周永 （정주영） | 統一国民党 （통일국민당） |                                          |
| 4    | 李鍾賛 （이종찬） | 新韓国党 （새한국당）     | 12月12日に立候補辞退。鄭周永支持を表明。 |
| 5    | 朴燦鐘 （박찬종） | 新政治改革党 （신정당）   |                                          |
| 6    | 李丙昊 （이병호） | 正義党 （정의당）         |                                          |
| 7    | 金玉仙 （김옥선） | 無所属 （무소속）         |                                          |
| 8    | 白基玩 （백기완） | 無所属(在野) （무소속）   |                                          |

## 選挙結果
- 投票日：1992年12月18日
- 投票率：81.9％（選挙人数：29,422,658／総投票者数：24,095,170）[2]

| 当落 | 候補者 | 党派         | 得票数    | 得票率 (％) |
| ---- | ------ | ------------ | --------- | ----------- |
| 当選 | 金泳三 | 民主自由党   | 9,977,332 | 41.96％     |
|      | 金大中 | 民主党       | 8,041,284 | 33.82％     |
|      | 鄭周永 | 統一国民党   | 3,880,067 | 16.31％     |
|      | 朴燦鐘 | 新政治改革党 | 1,516,047 | 6.37％      |
|      | 白基玩 | 無所属(在野) | 238,648   | 0.99％      |
|      | 金玉仙 | 無所属       | 86,292    | 0.36％      |
|      | 李丙昊 | 正義党       | 35,739    | 0.15％      |

出所：金浩鎮著『韓国政治の研究』李健雨訳（三一書房）66頁"<表1-4>第14代大統領選挙の各候補の地域別得票数及び得票率"。
|              | 金泳三 （民自党）  | 金大中 （民主党）  | 鄭周永 （国民党）  | 朴燦鐘 (新政党)   |
| ------------ | ------------------ | ------------------ | ------------------ | ----------------- |
| 合計         | 9,977,332 (41.96%) | 8,041,284 (33.82%) | 3,880,067 (16.31%) | 1,516,047 (6.37%) |
| ソウル特別市 | 2,167,298 (36.41%) | 2,246,326 (37.74%) | 1,070,629 (17.98%) | 381,535 (6.41%)   |
| 釜山直轄市   | 1,551,473 (73.74%) | 265,055 (12.52%)   | 133,907 (6.33%)    | 139,004 (6.57%)   |
| 大邱直轄市   | 690,245 (59.59%)   | 90,641 (7.82%)     | 224,642 (19.39%)   | 136,037 (11.74%)  |
| 仁川直轄市   | 397,361 (37.26%)   | 338,538 (31.74%)   | 228,505 (21.42%)   | 84,211 (7.89%)    |
| 光州直轄市   | 14,504 (2.13%)     | 652,337 (95.84%)   | 8,085 (1.18%)      | 2,827 (0.41%)     |
| 大田直轄市   | 202,137 (35.19%)   | 165,067 (28.73%)   | 133,646 (23.26%)   | 64,526 (11.23%)   |
| 京畿道       | 1,254,025 (36.33%) | 1,103,498 (31.97%) | 798,356 (23.13%)   | 239,140 (6.73%)   |
| 江原道       | 340,528 (41.51%)   | 127,265 (15.51%)   | 279,610 (34.08%)   | 56,199 (6.85%)    |
| 忠清北道     | 281,678 (38.26%)   | 191,743 (26.04%)   | 175,767 (23.87%)   | 68,900 (9.35%)    |
| 忠清南道     | 351,789 (36.93%)   | 271,921 (28.54%)   | 240,400 (25.24%)   | 64,117 (6.73%)    |
| 全羅北道     | 63,175 (5.67%)     | 991,483 (89.13%)   | 35,923 (3.22%)     | 9,320 (0.83%)     |
| 全羅南道     | 53,360 (4.20%)     | 1,170,398 (92.15%) | 26,686 (2.10%)     | 7,210 (0.56%)     |
| 慶尚北道     | 991,424 (64.72%)   | 147,440 (9.62%)    | 240,646 (15.71%)   | 124,858 (8.15%)   |
| 慶尚南道     | 1,514,043 (72.31%) | 193,373 (9.23%)    | 241,135 (11.51%)   | 115,086 (5.49%)   |
| 済州道       | 104,292 (39.97%)   | 85,889 (32.92%)    | 42,130 (16.14%)    | 23,077 (8.84%)    |

出所：慎斗範著『韓国政治の現在』(有斐閣)98～99頁｢表2 第14代韓国大統領選最終結果｣(出所『WorldYearbook1993』共同通信社)から得票数と得票率を引用して作成。各地域で最多得票を得た候補は、得票数と率を太字で強調

### 解説
民自党の金泳三候補が民主党の金大中候補に200万票弱、8.2％の差をつけて当選した。金泳三候補は、遊説の初めから”安定か混乱か”をスローガンに掲げて安定を求める保守中産層を狙った戦術を採用し、変化を求める勢力へは”韓国病の治癒””新しい韓国の建設”をキャッチフレーズに、支持を広げる両面作戦を繰り広げ、幅広い支持を取り付けることに成功したことが当選に結びついた。一方、金大中候補は野党勢力が伝統的に強いとされ、金泳三に10％以上の確実な差をつけることが出来る見込んだソウル特別市で、2～3％程度のリードに留まったことと、選挙戦終盤に入って慶尚道地域で高まった地域感情の高まりで同地域における得票が予想よりはるかに少ない結果になったことが重なって敗北した。鄭周永候補は、自身が率いる現代グループの巨大な組織力と資金力により序盤で善戦したものの、両金候補と異なって地域的な固定票が存在しなかった点と、選挙戦最中に金権選挙との批判を受けたことで、序盤の勢いを維持することが出来なかった。

## 選挙日程
- 3月
  - 24日：第14代国会議員選挙、投票日
  - 28日：金泳三代表最高委員、民自党の大統領候補公選に出馬表明
  - 30日：李鍾賛議員、民自党の大統領候補公選に出馬表明
- 4月
  - 3日：鄭周永国民党代表最高委員、大統領選挙への出馬を表明
  - 28日：民自党内に「汎系派金泳三大統領候補推戴委員会」が発足
- 5月
  - 15日：国民党、党大会で鄭周永代表を大統領候補に選出した。
  - 19日：民自党の党大会。同時に行われた代議員投票で66.3％を獲得した金泳三代表最高委員が同党の大統領候補に選出される。同時に総裁に盧泰愚、最高委員に金泳三・金鍾泌・朴泰俊を再選。
  - 23日：民自党、党3役を交代。事務総長に金栄亀、院内総務に金瑢泰、政策委員会議長に黄寅性を任命した。
  - 25日：民主党、定期党大会を開催（28日まで）。金大中・李基澤を共同代表に再選、翌26日に金大中共同代表を大統領候補に選出した。
- 6月8日：鄭周永国民党代表（大統領候補）、「共産党結成は、法に保障された思想と集会・結社の自由」で、防ぐことはできないと発言。
- 7月10日：中央選挙管理委員会、与野党各党における大統領候補者の党内外私組織による選挙運動を違反とする。
- 8月
  - 17日：民自党の大統領候補公選で金泳三に敗れた李鍾賛議員、民自党脱党を宣言
  - 25日：盧大統領、民自党総裁を辞任
  - 28日：金泳三大統領候補が民自党総裁に選出。盧泰愚は名誉総裁に。
- 9月18日：盧大統領、中立内閣の組閣と民自党離党を表明（9.18決断）。
- 10月
  - 5日：盧大統領、民自党を離党
  - 9日：朴泰俊民自党最高委員、最高委員の辞表と脱党届けを提出。翌10日に脱党を公式宣言した。
  - 13日：金泳三候補、国会議員辞職宣言。
  - 14日：朴哲彦など現職議員5名が民自党離党を発表。
  - 19日：民自党、大統領選挙対策委員会を発足させる。委員長は元国務総理の鄭元植。
- 11月
  - 2日：民主党、100大重点公約を発表。
  - 3日：民自党、10大課題と77大選挙公約を発表
  - 7日：国民党、50大選挙公約を発表
  - 17日：
    - 新韓国党結成大会。李鍾賛を党代表と大統領候補に選出。
    - 国民党に入党する意志を固め、民自党脱党表明を予定した金復東議員（盧大統領夫人の兄）が私服警官に拉致される。

  - 20日：第14代大統領選挙が公示
  - 21日：金復東議員、国民党に入党
  - 25日：大統領選挙の立候補登録が締め切られる。
- 12月
  - 12日：李鍾賛新韓国党代表、鄭周永候補と共同記者会見。大統領候補辞退と新韓国党と国民党の統合を宣言（統合については後に撤回された）。
  - 14日：金大中候補、民主党代表最高委員を辞任。
  - 15日：金東吉国民党選挙対策委員長、同月11日に釜山市で金泳三候補（民自党）当選のために、前法務長官を主催者に市長や釜山地方警察庁長が参加しての会合が行われたことを暴露。
  - 17日：朴泰俊、滞在先の香港から国会議員辞職願いを提出。
  - 18日：投票日、金泳三候補当選。
  - 19日：金泳三候補に敗れた金大中は、国会議員辞職と政界引退を表明

出典：アジア経済研究所編『アジア動向年報 1993年版』（アジア経済研究所）32頁「第14代国会議員・大統領選挙関連日誌」を基に作成した。